# Ourproject.org
Ourproject.org — сайт, веб-совместное свободное хранилище, выступающее в качестве центрального места для строительства и обслуживания социальных, культурных и художественных проектов, предоставляющее веб-пространство и инструменты, и сосредотачивающее внимание на свободных знаниях и открытых данных. Сайт распространяет идеи и методологии свободного программного обеспечения в социальной сфере и свободной культуры в целом. С сентября 2009 года Ourproject находится под эгидой ассоциации Comunes.

## Философия
Ourproject была основана в 2002 году с целями проведения и повышения совместной работы в области культуры и образования с конкретным условием: результаты проектов должны оставаться в свободном доступе под свободной лицензией. Это понимается в широком смысле, так как не все имеющиеся лицензии в каталоге бесплатны/свободны (например, несколько лицензий Creative Commons).
Поскольку сайт некоммерческий, это частично накладывается на интернет-сообщества его проектов, так как в размещенных веб-страницах никакой рекламы не допускается. Таким образом, проекты OurProject в основном проводились общественными или университетскими движениями, некоторое свободное программное обеспечение проектов, были созданы объединениями, коллективами художников, группами различных активистов и некоммерческих организаций.

## Текущее состояние
По внутренним данным, по состоянию на конец апреля 2016 года, на OurProject.org хранились 1665 проекта и было 5672 зарегистрированных пользователя.
Проекты, использующие инфраструктуру Ourproject, включают в себя:
- Испанский кооператив для органического земледелия «Bajo el Asfalto está la Huerta», движение за продовольственный суверенитет
- проект Kune
- ассоциация свободного программного обеспечения Аргентины (англ. Free Software association of Argentina)[13][14]
- Сайт испанского сообщества Ubuntu
- внутренняя рабочая группа из P2P Foundation[15].

## Разрешённые лицензии
Главным условием для размещения проектов на OP является то, что контент, созданный в рамках проекта, должен быть размещён под одной из этих лицензий:
- Creative Commons, Attribution
- Creative Commons, Attribution-ShareAlike
- Creative Commons, Attribution-NonCommercial-ShareAlike
- GNU Free Documentation License (GFDL)
- Open Publication License
- Libre Designs General Public License (LDGPL)
- Design Science License
- Free Art License
- Artistic License
- GNU General Public License (GPL)
- GNU Lesser General Public License (LGPL)
- Affero General Public License (AGPL)
- BSD License
- Mozilla Public License
- Public Domain
- No license

## Партнёры
Ourproject сотрудничает с несколькими организациями:
- Grasia (группа программных агентов, Engineering & Applications)[16]: Исследовательская группа из Университета Комплутенсе Мадрида, предлагает совместные гранты для студентов и предоставление аппаратных ресурсов[17]
- Американский университет науки и технологии (Бейрут): предлагает студентам возможность сотрудничества с Ourproject приема обучения в администрации или обрамление их дипломные проекты и мастер в этой среде.
- фонд IEPALA[18]: Он присоединился к Ourproject, вместе с другими свободными инициативами программного обеспечения, для создания единого центра обработки данных
- Xsto.info[19]: предоставляет техническую инфраструктуру для Ourproject без предъявления требований; присоединился к упомянутому коллективный центр обработки данных.